# Geiger-Nuttall-Regel
Die Geiger-Nuttall-Regel ist eine empirisch ermittelte (Näherungs-)Regel der Kernphysik zur Abschätzung der Halbwertszeit von Radionukliden, die dem Alpha-Zerfall unterliegen.
Die Regel wurde 1911 von Hans Geiger und John Mitchell Nuttall aufgestellt und basiert auf der Beobachtung, dass kurzlebigere Nuklide Alphateilchen höherer Energie emittieren. Die Regel wurde mehrfach überarbeitet und existiert in vielen Varianten. In allen spielen die kinetische Energie {\displaystyle E} des Alphateilchens und die Kernladungszahl {\displaystyle Z} die Hauptrolle; weitere Korrekturterme sind üblich. Die Halbwertszeit lässt sich abschätzen durch
{\displaystyle \lg T_{1/2}=a_{1}{\frac {Z}{\sqrt {E}}}+a_{2}+...}
wobei {\displaystyle a_{1}} und {\displaystyle a_{2}} an die Beobachtungen angepasste Konstanten sind.
Dieser im Jahr 1911 zunächst empirisch bestimmte Zusammenhang erklärt sich durch den Tunneleffekt und wurde 1928 durch George Gamow theoretisch belegt (Gamow-Faktor). Diese Herleitung mit Hilfe der WKB-Methode trug maßgeblich zur Anerkennung der Quantenmechanik bei. Die Wahrscheinlichkeit, dass das Alphateilchen die Coulomb-Barriere durchtunnelt und somit den Kern verlässt, nimmt exponentiell mit seiner kinetischen Energie zu. Mit Hilfe der klassischen Physik ist eine solche Erklärung nicht möglich.
Die Regel ist eine Schätzregel mit erheblichen Ungenauigkeiten, die sich um die Struktur des Kernes und um Aspekte des Kernspins nicht kümmert. Varianten mit einigen Korrekturtermen weisen immer noch typische Fehler von einer Größenordnung bei kurzlebigen Nukliden und mehr als drei Größenordnungen bei extrem langlebigen Nukliden auf.
Für den Zerfall von Blei-208, der energetisch möglich ist, erhält man je nach Formel Halbwertszeiten zwischen 10115 und 10145 Sekunden, während z. B. das Alter des Universums nur etwa 4·1017 Sekunden beträgt.